# Arthroleptides yakusini
Arthroleptides yakusini е вид жаба от семейство Petropedetidae. Видът е застрашен от изчезване.

## Разпространение
Разпространен е в Танзания.